# Theodor Oesten
Theodor Oesten (31. december 1813 i Berlin — 16. marts 1870 i Berlin) var en tysk musiker og en i sin tid yndet og frugtbar komponist af salonmusik.
Oesten lærte allerede som barn at spille forskellige blæse- og strygeinstrumenter hos musikdirektøren i Fürstenwalde/Spree. Som 19-årg indledte han musikstudier i Berlin. Han blev herefter en efterspurgt klaverpædagog.
I 1843 komponerede han rondoen Les premières violettes, som i samklang med tidens smag for det sentimentale blev en stor succes. Siden udgav han mange andre stykker, som takket være deres enkle arrangementer nød stor popularitet hos publikum.

## Kompositioner (udvalg)
- Souvenir de Bal, klaver, Op. 9 No.8
- Trois Morceaux Mélodieux, klaver, Op. 48, Verlag Bote & Bock, Berlin
- Klänge der Liebe Nr. 6, Op. 50
- Gondellied, orgel, Op. 56
- Kinderträume, klaver, Op. 65, udgivet af Clemens Schultze (1839-1900), Collection Litolff, Braunschweig
- Fantasie fra 'Zampa' (F. Hérold), klaver, Op. 67 No.3
- Feen-Märchen, klaver, Op.73 No.3
- Goldperlen, klaver, Op. 94, udgivet af Clemens Schultze (1839-1900), Collection Litolff, Braunschweig
- Rondino fra 'La Muette de Portici', klaver, Op. 102
- Irisches Ständchen efter sangen 'Lang' ist es her', klaver, Op. 124
- Romanze for klaver efter Verdis 'La traviata', Op. 125 No.1
- Le Petit Savoyard, klaver, Op. 150 No.4
- Polka-Mazurka, klaver, C-Major, Op. 155 no 2.
- Polonaise, klaver, C-Major, Op. 155 no 4.
- Fairy Dance-Waltz, klaver, G-Major, Op. 155 no 6
- Alpenrosen, klaver, Op. 160
- Alpenglocken,Clochette des alpes,Alpine floweret, klaver, Op. 175, Universal Edition
- Alpenglühen,Les alpes roses,Sunset on the alpes, klaver, Op. 193, Universal Edition, Wien, ca. 1901
- Dolly's Dreaming and Awakening Op. 202 No. 4, Schott
- In the Floral Grotto, Op. 225
- Zauberglöckchen, klaver, Op. 278
- Fantasie, for klaver, efter operaen „Robert le diable“ (G. Meyerbeer)
- Fantasie, for klaver, efter Donizettis opera „Lucrezia Borgia“
- Les premières violettes, rondo
- Ausgewählte Clavier-Werke - Zum Unterricht und zur Erholung, Verlag N. Simrock, Berlin